# Otó II del Sacre Imperi
Otó II del Sacre Imperi (955 – Roma, 7 de desembre de 983), anomenat el Roig o el Sanguinari, va succeir el seu pare Otó I com a rei rei d'Alemanya i rei d'Itàlia l'any 961. També rebé el títol d'Emperador del Sacre Imperi Romanogermànic el 25 de desembre de 967. Va ser el tercer governant de la dinastia Otoniana (o Saxona).

## Joventut
Otó II rebé una bona educació a mans del seu oncle Brunó i el seu germà bastard Guillem, arquebisbes de Colònia i Magúncia respectivament. Com a tutor, el seu pare va nomenar Gerbert d'Aurillac (futur papa Silvestre II), havent quedat impressionat pels seus coneixements després que el comte Borrell II de Barcelona l'hi presentés en un viatge a Roma.
El seu pare el va fer nomenar rei adjunt en una dieta a Worms l'any 961. Amb tan sols set anys fou coronat com a tal el 26 de maig del 961 a la catedral d'Aquisgrà. Va acompanyar son pare a les seves campanyes d'Itàlia, i el 25 de desembre del 967 el papa Joan XIII el va coronar coemperador, associat a son pare (August coimperator).

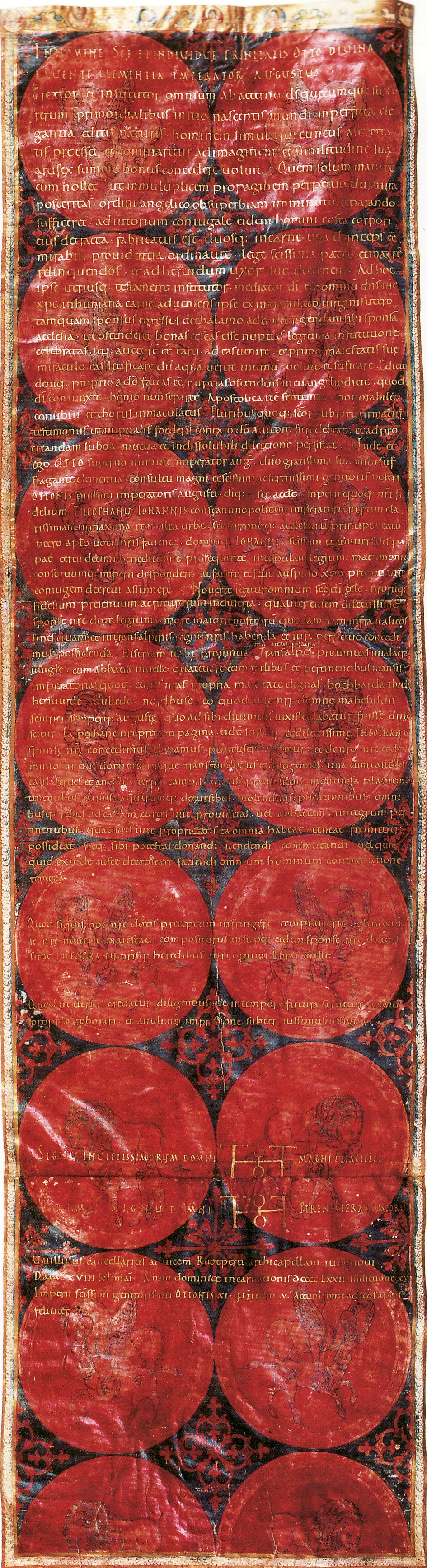
Certificat de matrimoni entre Otó i Teòfano.

Per tal de calmar les disputes entre el Sacre Imperi i l'Imperi Romà d'Orient amb relació a l'ús del títol imperial, es va acordar el matrimoni entre l'Otó II i la princesa romana d'Orient Teòfano Esclerena. Finalment el 14 d'abril de 972 es casà amb Teòfano, neboda de l'emperador Joan I Tsimiscés.
A la mort de son pare el 973, va ser acceptat com a successor a Alemanya, Itàlia i l'Imperi sense oposició. Primer sota la regència de sa mare, Adelaida de Borgonya, Otó va regnar continuant la política de son pare de reforçar el govern imperial a Alemanya i estendre'l més profundament a Itàlia.

## Alemanya
El 974 diversos nobles descontents amb les polítiques otonianes s'hi van revoltar en contra. Els seus líders eren el duc Enric II de Baviera, el bisbe d'Augsburg Enric I i el duc de Caríntia Enric I, i la revolta seria coneguda com la Guerra dels Tres Enrics (976–978). El 977 Otó va aconseguir imposar-se i Enric de Baviera va fugir cap a Bohèmia. L'any següent Otó va desplaçar-hi els seus exèrcits per sotmetre els seus dos darrers opositors: Boleslau II de Bohèmia i Miecislau I de Polònia.
Aquell mateix any, aprofitant que Otó es trobava combatent a Bohèmia, el rei Lotari de França envaïa Lorena i ocupava la capital, Aquisgrà, durant cinc dies. Otó es va retirar a Colònia i després a Saxònia, i el setembre del 978 va respondre envaint França. Va avançar sense oposició saquejant Reims, Soissons i posant setge a París, defensada per Hug Capet. Una epidèmia entre els soldats del seu exèrcit va obligar l'Otó a retirar-se i el 980 ambdós reis van signar la pau: Lotari renunciava als seus drets sobre Lorena, i Otó reconeixia com a hereu de Frància Occidental el fill de Lotari Lluís.

## Itàlia
Amb Alemanya assegurada, Otó va entrar a Itàlia aquell mateix any, disposat a sotmetre tota la península al seu control. Fou vençut per l'emirat de Sicília el 13 o 14 de juliol del 982 en la Batalla de Capo Colonna, al sud de l'actual ciutat de Crotone, encara que aquesta localització és controvertida: almenys hi ha dues localitzacions més: a les proximitats del riu Assi i a les proximitats del riu Stilaro. La desfeta davant els sarraïns va constrènyer Otó a abandonar la península Itàlica. L'estiu següent, va convocar, a petició dels nobles saxons, la dieta imperial de Verona (Dieta de Verona del 27 de maig del 983) en el marc de la qual va fer elegir rei de la Frància Oriental el seu fill, Otó III; va enviar el seu nebot Otó I, duc de Suàbia i Baviera, a Alemanya per a obtenir-hi reforços, però el duc Otó I va morir durant el viatge.
Otó II va morir a finals d'aquell any mentre feia una campanya contra els velets: el 29 de juny del 983 els velets, aprofitant la desfeta italiana d'Otó davant els sarraïns, es van aixecar contra ell. L'aixecament eslau va aturar l'expansió alemanya cap a l'est per més de cent cinquanta anys: el riu Elba es va convertir en una frontera natural del Sacre Imperi a l'est. Otó II va emmalaltir greument durant aquesta campanya i, ja malalt de mort, es va desplaçar fins a Roma, on va fer testament en favor de l'església i hi morí el 7 de desembre.

## Família
|  |                       |  |  |  |  |  |  |  |  |  |  |  |  |  |  |  |
|  | Otó I de Saxònia      |  |  |  |  |  |  |  |  |  |  |  |  |  |  |  |
|  |                       |  |  |  |  |  |  |  |  |  |  |  |  |  |  |  |
|  |                       |  |  |  |  |  |  |  |  |  |  |  |  |  |  |  |
|  | Enric I l'Ocellaire   |  |  |  |  |  |  |  |  |  |  |  |  |  |  |  |
|  |                       |  |  |  |  |  |  |  |  |  |  |  |  |  |  |  |
|  |                       |  |  |  |  |  |  |  |  |  |  |  |  |  |  |  |
|  | Hedwiga de Francònia  |  |  |  |  |  |  |  |  |  |  |  |  |  |  |  |
|  |                       |  |  |  |  |  |  |  |  |  |  |  |  |  |  |  |
|  |                       |  |  |  |  |  |  |  |  |  |  |  |  |  |  |  |
|  | Otó I el Gran         |  |  |  |  |  |  |  |  |  |  |  |  |  |  |  |
|  |                       |  |  |  |  |  |  |  |  |  |  |  |  |  |  |  |
|  |                       |  |  |  |  |  |  |  |  |  |  |  |  |  |  |  |
|  | Dietrich de Westfàlia |  |  |  |  |  |  |  |  |  |  |  |  |  |  |  |
|  |                       |  |  |  |  |  |  |  |  |  |  |  |  |  |  |  |
|  |                       |  |  |  |  |  |  |  |  |  |  |  |  |  |  |  |
|  | Matilde de Ringelheim |  |  |  |  |  |  |  |  |  |  |  |  |  |  |  |
|  |                       |  |  |  |  |  |  |  |  |  |  |  |  |  |  |  |
|  |                       |  |  |  |  |  |  |  |  |  |  |  |  |  |  |  |
|  | Otó II                |  |  |  |  |  |  |  |  |  |  |  |  |  |  |  |
|  |                       |  |  |  |  |  |  |  |  |  |  |  |  |  |  |  |
|  |                       |  |  |  |  |  |  |  |  |  |  |  |  |  |  |  |
|  | Rodolf I de Borgonya  |  |  |  |  |  |  |  |  |  |  |  |  |  |  |  |
|  |                       |  |  |  |  |  |  |  |  |  |  |  |  |  |  |  |
|  |                       |  |  |  |  |  |  |  |  |  |  |  |  |  |  |  |
|  | Rodolf II de Borgonya |  |  |  |  |  |  |  |  |  |  |  |  |  |  |  |
|  |                       |  |  |  |  |  |  |  |  |  |  |  |  |  |  |  |
|  |                       |  |  |  |  |  |  |  |  |  |  |  |  |  |  |  |
|  | Adelaida d'Itàlia     |  |  |  |  |  |  |  |  |  |  |  |  |  |  |  |
|  |                       |  |  |  |  |  |  |  |  |  |  |  |  |  |  |  |
|  |                       |  |  |  |  |  |  |  |  |  |  |  |  |  |  |  |
|  | Burcard II de Suàbia  |  |  |  |  |  |  |  |  |  |  |  |  |  |  |  |
|  |                       |  |  |  |  |  |  |  |  |  |  |  |  |  |  |  |
|  |                       |  |  |  |  |  |  |  |  |  |  |  |  |  |  |  |
|  | Berta de Suàbia       |  |  |  |  |  |  |  |  |  |  |  |  |  |  |  |
|  |                       |  |  |  |  |  |  |  |  |  |  |  |  |  |  |  |
|  |                       |  |  |  |  |  |  |  |  |  |  |  |  |  |  |  |

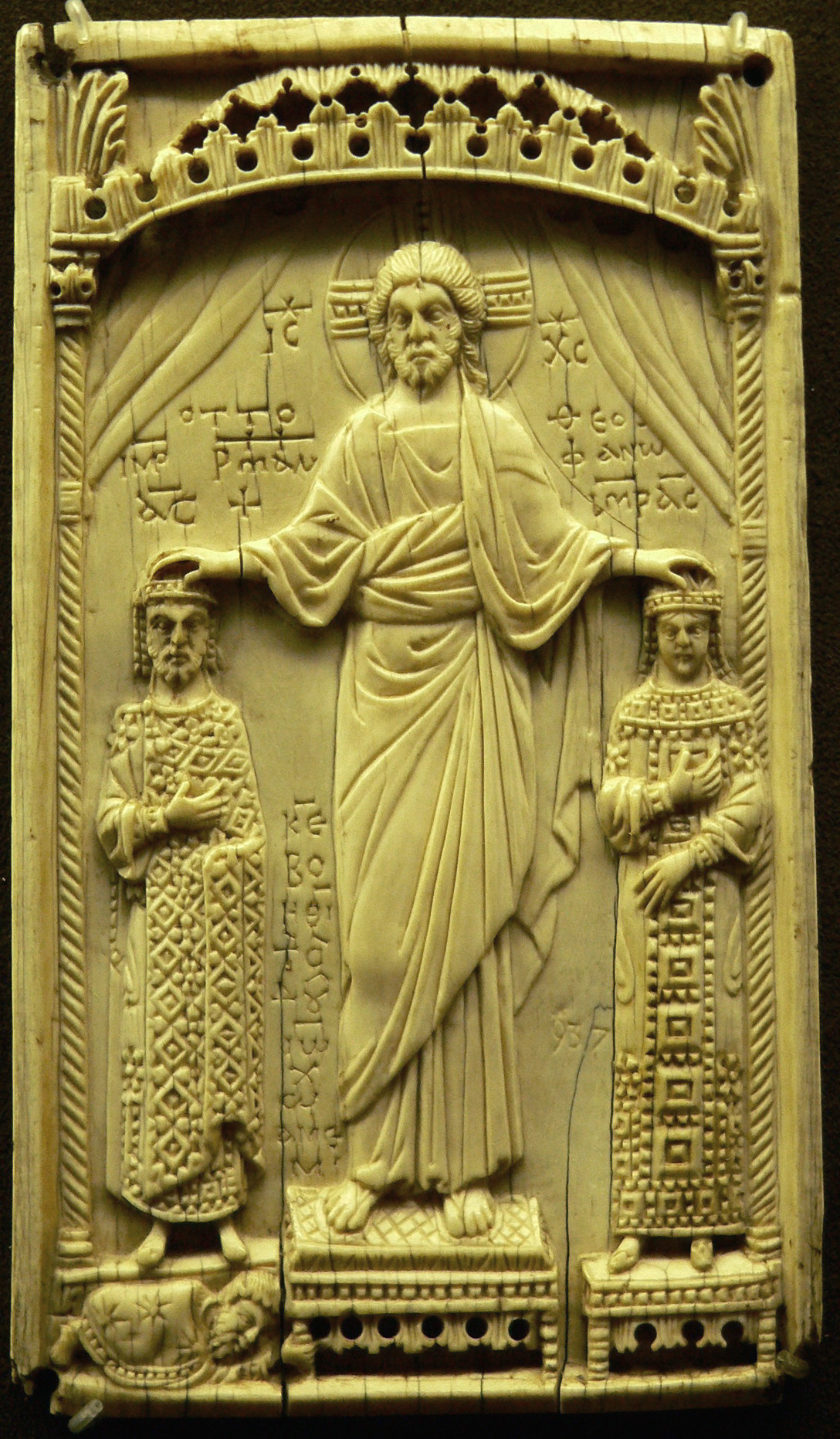
Relleu representant Otó II i Teòfano rebent les seves corones de Crist.

Per segellar un tractat de pau conclòs el 971 amb Joan I Tsimiscés, Otó I va tenir la idea de casar el seu fill amb una princesa romana d'Orient. A principis del 972 una delegació germana va arribar a Constantinoble a cercar Teòfano, neboda de l'emperador. Es va casar amb Otó II el 14 d'abril del 972 a l'església de Sant Pere de Roma. El Papa Joan XIII va oficiar la cerimònia. Otó tenia disset anys. La parella tingué cinc fills, quatre dels quals sobrevisqueren Otó:
- Adelaida (977-1043), abadessa de Quedlinbourg.
- Sofia (978-1039), abadessa de Gandersheim i Essen.
- Matilde (978-1025), esposa del comte palatí Ezzo de Lotaríngia.
- Otó (980-1002), emperador del sacre imperi.
- i una germana bessona d'Otó, que morí jove.